# غابرييلا دياز
غابرييلا دياز (بالبرتغالية: Gabriela Dias‏) هي لاعبة كرة الماء برازيلية، ولدت في 28 أكتوبر 1991.

## وصلات خارجية
- غابرييلا دياز على موقع الاتحاد الدولي للسباحة (الإنجليزية)
- غابرييلا دياز على موقع اللجنة الأولمبية الدولية (الإنجليزية)
- غابرييلا دياز على موقع أوليمبيديا (الإنجليزية)